# Лакруа, Жан Гийом
Жан Гийом де Лакруа де Бургон (фр. Jean Guillaume de Lacroix de Bourgon; 1778—1815) — французский военный деятель, полковник (1813 год), участник революционных и наполеоновских войн.

## Биография
Родился в замке Бургон, построенном в XV веке в 28 км к северо-востоку от Ангулема в семье нивернезского дворянина Габриэля де Лакруа (фр. Gabriel de Lacroix) и его супруги Марии Риза де Пюи де л’Оммо (фр. Marie Rizat de Puy de l'Hommeau). 14 января 1794 года поступил в Сомюре добровольцем на службу в 11-й гусарский полк. 21 июля 1795 года был серьёзно ранен выстрелом в ногу в битве при Кибероне. 11 августа 1796 года был произведён в бригадир-фурьеры, 17 августа 1798 года – в вахмистры, 20 апреля 1799 года – в младшие лейтенанты. 20 мая 1799 года стал адъютантом генерала Лабуассьера и 15 августа отличился в битве при Нови. 24 июня 1801 года получил звание лейтенанта. 16 декабря 1803 года был переведён в штаб 2-го конно-егерского полка в качестве старшего аджюдана. 15 июля 1805 года произведён в капитаны. Продолжал служить в штабе 2-го полка под началом полковника Буссона. Участвовал в кампаниях 1805-09 годов. Отличился при Ауэрштедте и Голымине. 20 апреля 1809 года отличился и был ранен сабельным ударом в голову в сражении при Абенсберге. 25 мая 1809 года был награждён званием командира эскадрона. 6 июля 1809 года был ранен выстрелом в голову в битве при Ваграме.
10 ноября 1810 года женился в Ангулеме на Магделине Аглае д’Эскравая де Беля (фр. LouiseMagdeleine Aglaé d'Escravayat de Bélat; 1772—1859), которая происходила из одной из главных семей Ангулема, мэром которого в то время был один из её родственников.
12 августа 1812 года был произведён в майоры и назначен заместителем командира 3-го кирасирского полка. 17 августа, всё ещё в рядах 2-го конно-егерского, был ранен в руку в Смоленском сражении. 17 ноября, наконец, присоединился к 3-му кирасирскому полку, и был зачислен бригадиром в «Священный эскадрон» почётного караула Наполеона. 5 декабря 1812 года временно возглавил 3-й полк, сменив произведённого в генералы Лялен д’Оденарда. 13 мая 1813 года произведён в полковники, и официально стал командиром 3-го кирасирского. 18 октября 1813 года был ранен ранен пушечным ядром в левую ногу в Битве народов. 18 июня 1815 года при атаке Мон-Сен-Жана был смертельно ранен картечью в голову и скончался 30 июня в Париже.

## Награды
Легионер ордена Почётного легиона (14 июня 1804 года)
 Офицер ордена Почётного легиона (5 сентября 1813 года)
 Коммандан ордена Почётного легиона (28 ноября 1813 года)
 Кавалер ордена Лилии (7 июня 1814 года)
 Кавалер военного ордена Святого Людовика (1 ноября 1814 года)